# Heinrich von Droste zu Hülshoff
Heinrich Freiherr Droste zu Hülshoff (* 23. Februar 1827 in Burg Hülshoff; † 9. Februar 1887 ebenda) war ein königlich-preußischer Landrat, Politiker und Gutsbesitzer.

## Leben

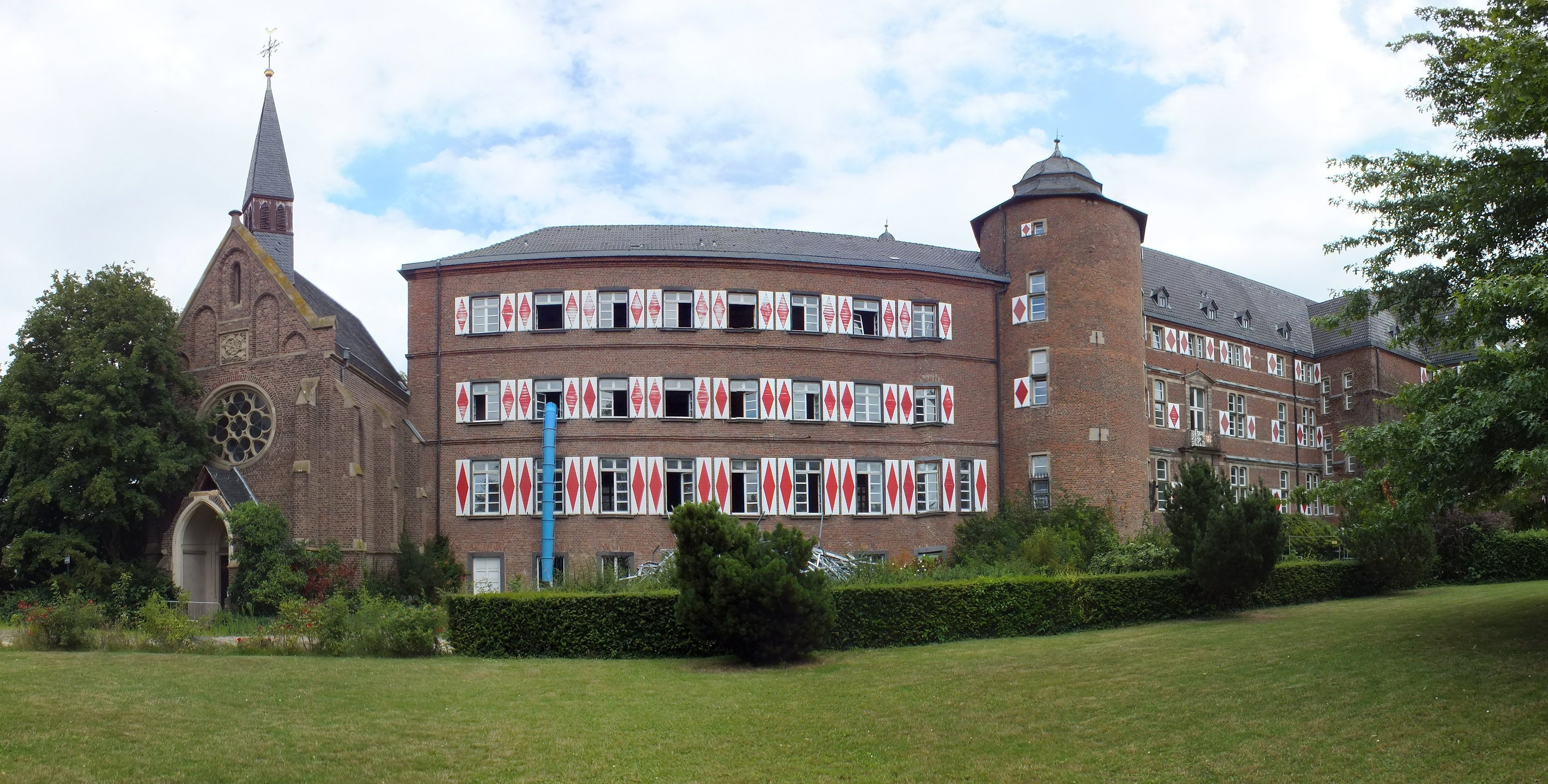
Rheinische Ritterakademie, Schule des Heinrich von Droste zu Hülshoff

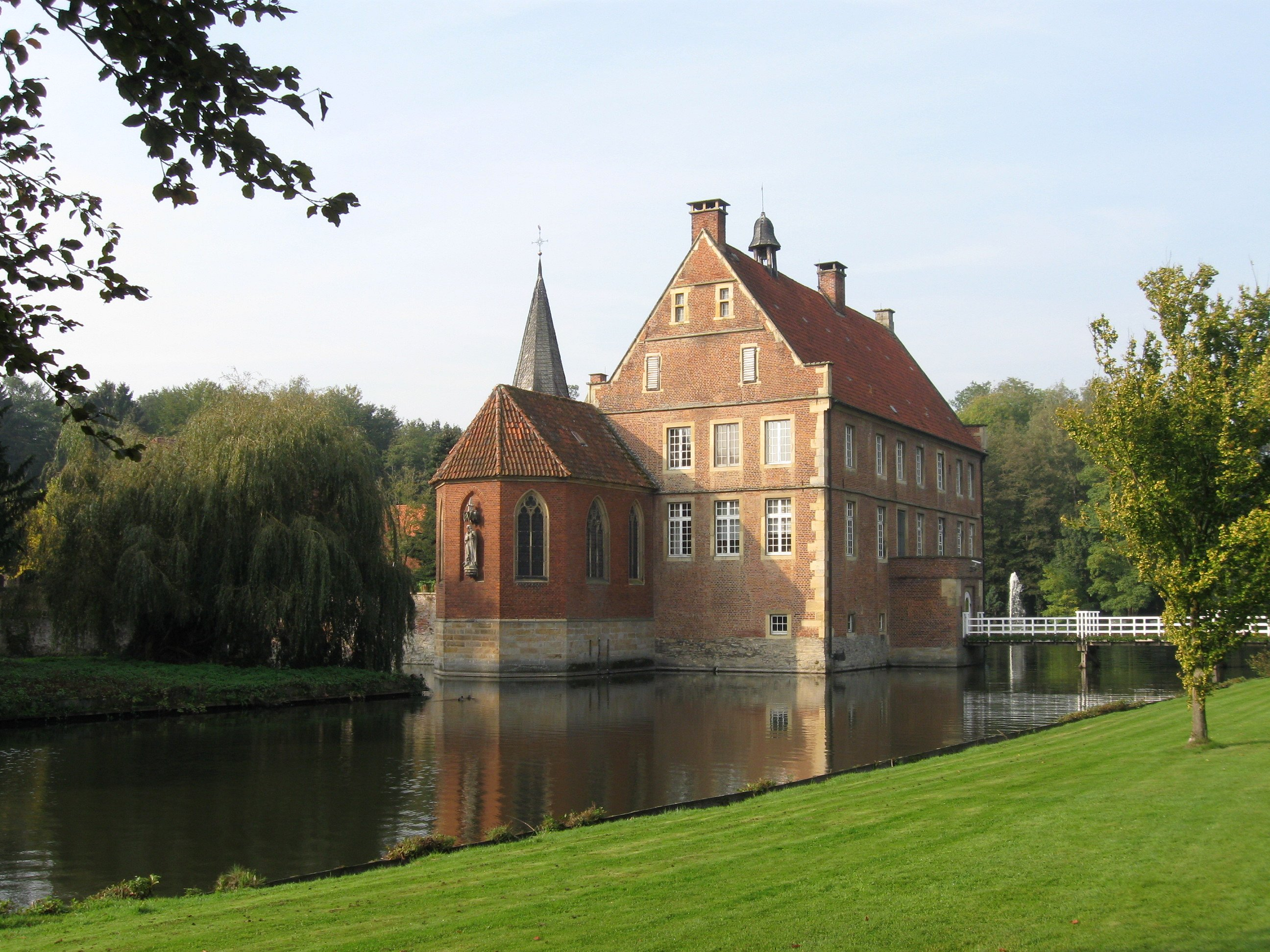
Die Kapelle von Burg Hülshoff, erbaut durch Heinrich von Droste zu Hülshoff

Heinrich-Johann Freiherr Droste zu Hülshoff wurde als ältestes von dreizehn Kindern des Gutsbesitzers und Politikers Werner-Constantin von Droste zu Hülshoff (1798–1867) und seiner Ehefrau Caroline, geborene Freiin von Wendt (Adelsgeschlecht)-Papenhausen (1802–1881) geboren. Er gehörte der 21. Generation seiner Familie an und war der älteste Neffe der Dichterin Annette von Droste-Hülshoff, die er auf Reisen begleitete. Er ist nicht zu verwechseln mit seinem gleichnamigen Neffen, dem einzigen Sohn seines jüngsten Bruders Carl Caspar von Droste zu Hülshoff auf Schloss Hamborn. Weitere jüngere Geschwister waren Ferdinand von Droste zu Hülshoff, Klemens Friedrich Freiherr Droste zu Hülshoff und Elisabeth von Droste zu Hülshoff. 1845 bestand er das Abitur an der Rheinischen Ritterakademie Bedburg. An den Universitäten München, Bonn und Berlin studierte er Kameralistik und Jura. Den Militärdienst bei den 1. Husaren in Münster verließ er 1858 als Premierleutnant. Er verheiratete sich 1863 mit Cäcilie Freiin von Elmendorff, Erbin der Güter Füchtel und Welpe bei Vechta, mit der er einen Sohn Werner (1872–1945), den Erben der Familiengüter, und zwei Töchter hatte. Als ältester Sohn übernahm er 1867 die Familiengüter Hülshoff, Deckenbrock, Rüschhaus, Schencking (Vögeding) und Brock. Auf Burg Hülshoff ließ er die neugotische Hauskapelle erbauen. Den Kaplan von Hülshoff, J. Holsenbürger, beauftragte er mit der Ausarbeitung des Werkes Die Herren v. Deckenbrock (v. Droste-Hülshoff) und ihre Besitzungen, das sein Vater begonnen und zu dem dieser ein Vorwort verfasst hatte.

## Öffentliches Wirken

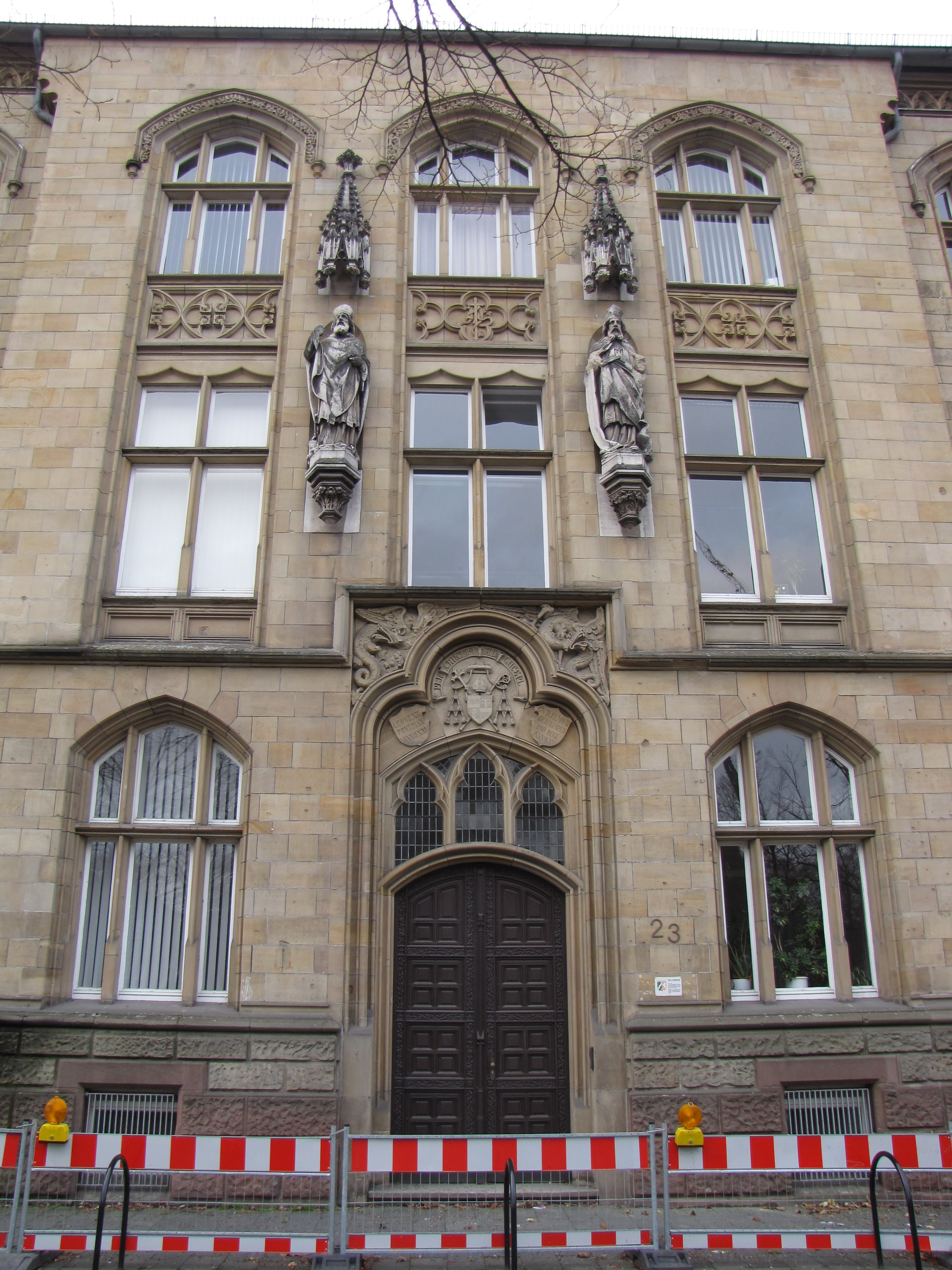
Collegium Ludgerianum in Münster

Heinrich Droste zu Hülshoff übernahm öffentliche Ämter als Vorsteher des Amtes Roxel und wurde 1864 unter Vorbehalt der Prüfung bzw. 1865 offiziell Landrat des Landkreises Münster. 1860 und 1861 war er als Vertreter des Fürsten zu Sayn-Wittgenstein-Hohenstein Mitglied im Provinziallandtag der Provinz Westfalen. 1873 bis 1885 war er im Stand der Ritterschaft im Wahlbezirk Münster-Ost gewähltes Mitglied des westfälischen Provinziallandtags und Vorsitzender verschiedener Ausschüsse sowie stellvertretender Landtagsmarschall (Vizepräsident). Im Kulturkampf wurde er 1874 vom Dienst suspendiert, weil seine Frau die sogenannte „Damenadresse“, eine Solidaritätserklärung westfälischer Adelsdamen zugunsten des Bischofs von Münster, Johannes Bernhard Brinkmann, unterzeichnet hatte, der von der preußischen Regierung wegen angeblicher Unterschlagung kirchlichen Vermögens angeklagt worden war. Um das Vermögen der Kirche zu schützen, mietete Heinrich von Droste zu Hülshoff das bischöfliche Konvikt „Collegium Ludgerianum“ in Münster an. Gegen die Beschlagnahme von dessen Mobiliar setzte er sich erfolgreich gerichtlich zur Wehr. Er war ein enger Vertrauensmann des Bischofs während der Zeit von dessen Exil. Gemeinsam mit Ludwig Windthorst und Hermann von Mallinckrodt gehörte er zu den Gründern der Deutschen Zentrumspartei und war Vorsitzender des Zentralkomitees der westfälischen Zentrums-Partei. Er war auch Aufsichtsratsvorsitzender der Zeitung Westfälischer Merkur und Direktor des Landwirtschaftlichen Kreisvereins. Heinrich Droste zu Hülshoff war Ehrenritter des Souveränen Malteser-Ritterordens.

## Nachkommen und Nachfolge auf Gut Hülshoff

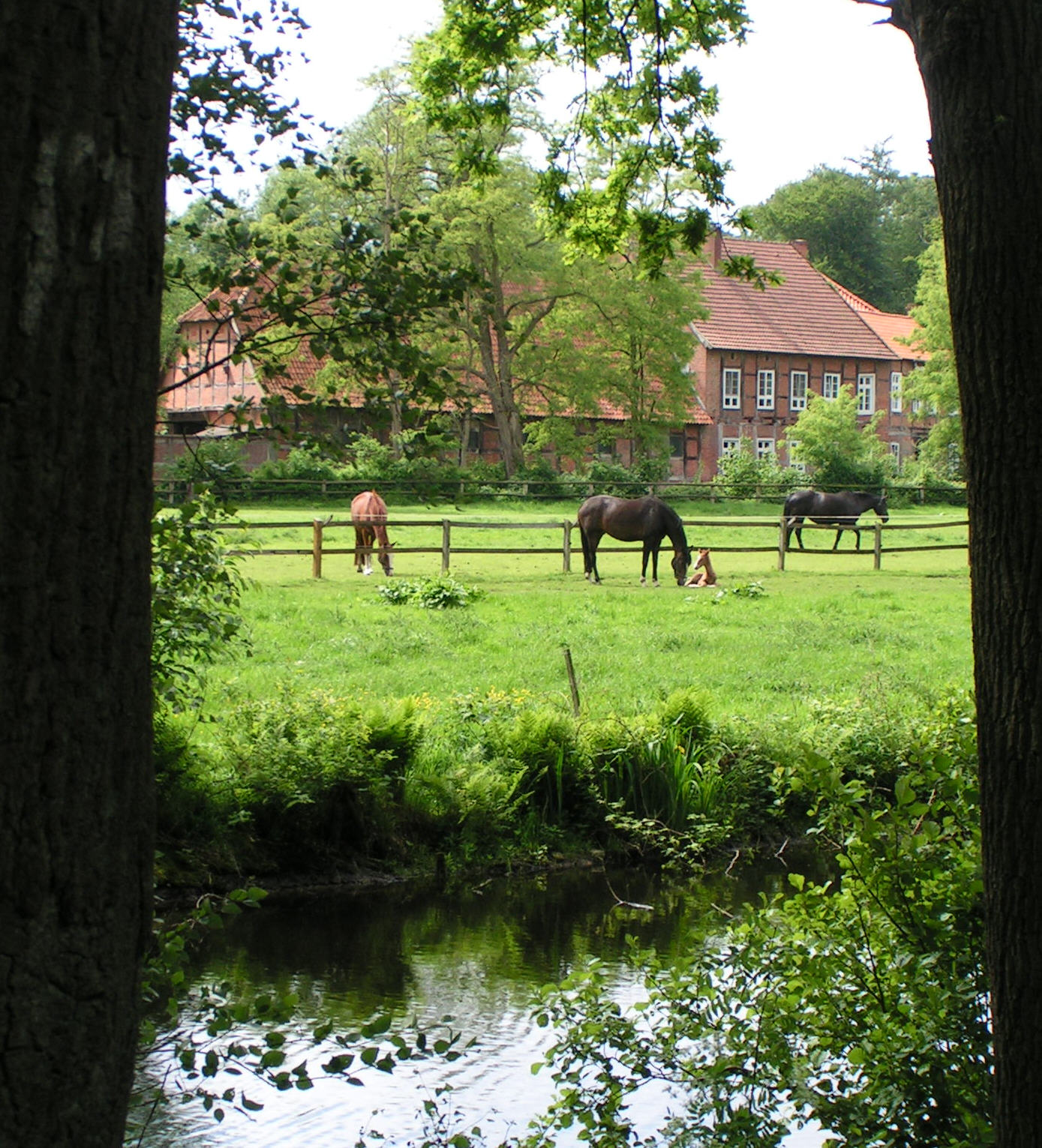
Gut Füchtel (Vechta), Erbe von Heinrichs Ehefrau Cäcilie Freiin von Elmendorff

Heinrich und Cäcilie hatte zwei Töchter und einen Sohn. Die ältere Tochter, Carla, 1865–1940, heiratete den Besitzer von Gut Schwegerhoff in Ostercappeln, Walter von Bothmer-Schwegerhoff – ihr Sohn Heinrich von Bothmer wurde Eigentümer des Fürstenhäusle der Dichterin, das durch seine Frau Helene von Bothmer betreut wurde. Die jüngere Tochter Maria-Anna, 1866–1947, verheiratet mit Ferdinand Graf Merveldt, erbte von ihrer Mutter deren Güter Füchtel und Welpe in Vechta.
Heinrichs einziger Sohn Werner (1872–1945) wurde Regierungsreferendar und war letzter Stammherr auf Hülshoff und den Nebengütern, mit dessen Tod ohne männliche Nachkommen die Stammlinie erlosch. Traditionsgemäß heiratete er, ein Patensohn seiner Verwandten Franziska Gräfin von Bocholtz-Asseburg, 1904 die aus einem anderen, sehr begüterten, Zweig dieser Familie stammende 18-jährige Karolina Gräfin von Bocholtz-Meschede (1886–1916), Tochter des Arnold Hermann Wilhelm Graf von Bocholtz-Meschede (1833–1890).
Mütterlicherseits war sie eine Enkelin des Gisbert von Romberg II., der Hauptfigur des Romans Der tolle Bomberg von Josef Winckler, und hatte offenbar ein ähnliches Temperament: 1909, inzwischen 23-jährig, brannte sie mit dem aus Lothringen stammenden Hauskaplan, der ihr Französischunterricht erteilte, durch und brachte in Paris ein uneheliches Kind zur Welt, was zur Scheidung von Werner führte. Von dem Vater ihres Kindes, der in Paris als Lehrer arbeitete, schon 1913 geschieden, warf sie sich, von ihrer Familie auch durch den Ersten Weltkrieg getrennt, 1916 am Gare d’Orsay vor den Zug.
Werner, durch diese tragischen Skandale gesellschaftlich isoliert, heiratete 1919 seine deutsch-russische Haushälterin Magda Mobitz (1892–1975). Eine katholische Trauung war wegen der Scheidung und fehlender kirchlicher Papiere über seine erste Ehe nicht möglich; er nahm daher, der Familientradition widersprechend, die evangelische Konfession seiner zweiten Frau an. Werner und Magda hatten zusammen eine Tochter, Jutta von Droste zu Hülshoff (1926–2015), die, 1944, erst 18-jährig, den durch Kopfschuss verwundeten Landwirt Helfried Stromberg heiratete, aber ihren Geburtsnamen behielt. Sie erbte beim Tod ihres Vaters 1945 mit 19 Jahren den fast 600 Jahre alten Familienbesitz. Diese Erbfolge widersprach der jahrhundertelangen Tradition, Stammgüter an Töchter nur dann zu vererben, wenn sie adelig heirateten, sonst aber an das am nächsten verwandte männliche Familienmitglied. Einziger männlicher Namensträger der gleichen Generation war damals der Sohn von Werners Vetter Heinrich von Droste zu Hülshoff. vormals auf Schloss Hamborn, der spätere Oberlandforstmeister Mariano Freiherr von Droste zu Hülshoff. Werners Kontakt mit ihm, dem Vater von Bernd von Droste zu Hülshoff und Wilderich von Droste zu Hülshoff, war aber durch seine jahrelange Kriegsabwesenheit in Russland abgerissen.